# 国立病院機構医王病院
独立行政法人国立病院機構医王病院（どくりつぎょうせいほうじんこくりつびょういんきこういおうびょういん）は石川県金沢市の医療機関。

## 概要
石川県の結核療養所として設立され、当初は結核治療に取り組んでいたが、国立療養所への改編以降は政策医療分野における神経難病や重症心身障害への専門医療を中心とした病院となった。現在は、パーキンソン病や筋萎縮性側索硬化症（ALS）などの神経難病、筋ジストロフィーなどの筋難病、重症心身障害児（者）医療、発達障害や心身症などに対応する小児精神医療を提供している。石川県医療計画では、金沢大学附属病院、金沢医科大学病院とともに難病拠点病院に指定されており、本院は特に神経系難病についての確定診断、治療方針の決定、専門的治療、重症時の受け入れ、短期入所の受け入れ調整、在宅療養の支援などを担当し、協力医療機関と連携して神経系難病患者の治療にあたると定められている。
国立病院機構への移行後、病棟の建替が計画され、2008年（平成20年）に中病棟が完成し一部病棟が集約された。既存建物も改修の上、デイケア棟、臨床研究棟として活用されている。病院の西側には石川県立医王特別支援学校が隣接するほか、近隣には金沢子ども医療福祉センター、石川県立いしかわ特別支援学校が立地する。
地域医療連携としてMRI、CTなどの医療機器共同利用を行っており、金沢市、かほく市などの連携施設からの検査依頼を受け付けている。

## 沿革
- 1938年（昭和13年）11月 - 石川県の結核療養所、石川県立療養所医王園として設立[3]。
- 1943年（昭和18年）04月 - 日本医療団へ移管、日本医療団医王園へ改称[3]。
- 1947年（昭和22年）04月 - 厚生省へ移管、国立療養所医王園へ改称[3]。
- 1969年（昭和44年）05月 - 第一重症心身障害児病棟（40床）を開棟[3]。
- 1971年（昭和46年）06月 - 第一筋ジストロフィー症児病棟（40床）を開棟[3]。
- 1971年（昭和46年）10月 - 第二重症心身障害児病棟（40床）を開棟[3]。
- 1972年（昭和47年）06月 - 第二筋ジストロフィー症児病棟（40床）を開棟[3]。
- 1977年（昭和52年）04月 - 国立療養所医王病院と改称[3]。
- 1979年（昭和54年）05月 - サービス棟を開棟[4]。
- 1980年（昭和55年）04月 - 小児病棟（100床）を開棟[3]。
- 1980年（昭和55年）11月 - 外来治療管理棟を開棟、主要建物の建替が完了[4]。
- 1984年（昭和59年）10月 - デイケア棟を開棟[3]。
- 1995年（平成07年）07月 - エイズ拠点病院に指定[3]。
- 1996年（平成08年）01月 - 結核病棟（42床）を廃止、許可病床数変更（一般260床）[3]。
- 2004年（平成16年）04月 - 独立行政法人化により国立病院機構医王病院となる。第一・第二重症心身障害児病棟、第一・第二筋ジストロフィー症児病棟を廃止[3]。
- 2005年（平成17年）07月 - 国立病院機構金沢若松病院と統合、許可病床数変更（一般310床）、3病棟（神経難病50床）開設[3]。
- 2007年（平成19年）05月 - デイケア棟を解体[3]。
- 2007年（平成19年）12月 - 電子カルテを導入[4]。
- 2008年（平成20年）04月 - 中病棟（200床）を開棟、リハビリ・療育訓練室を設置[3]。
- 2008年（平成20年）08月 - 第1病棟を改修[3]。
- 2008年（平成20年）10月 - 旧第5病棟をデイケア棟として改修[3]。
- 2009年（平成21年）02月 - 旧第6病棟を臨床研究棟として改修[3]。
- 2017年（平成29年）010月 - 西病棟（1病棟 デイケア 調理室）開棟、（旧1病棟は解体）[3]。
- 2019年（令和元年）010月 - 新外来棟開棟（旧外来棟は解体）[3]。

## 診療科
- 内科
- 精神科
- 小児科
- 神経内科
- 呼吸器内科
- 外科
- 整形外科
- リハビリテーション科
- 皮膚科
- 歯科（入院患者のみ診療）

## 医療機関の指定
- 石川県神経難病拠点病院
- いしかわ子どもの心の診療拠点病院
- エイズ拠点病院

## アクセス
- 北陸新幹線・IRいしかわ鉄道線 金沢駅より西日本JRバス福光行、田ノ島行、中尾行で「医王病院前」停留所下車。
- IRいしかわ鉄道線 森本駅より徒歩で約15分。
- 北陸自動車道 金沢森本インターチェンジより車で約3分。

## 外部サイト
- 独立行政法人国立病院機構 医王病院ウェブサイト
- 独立行政法人国立病院機構ウェブサイト